# Radosław Dobrowolski

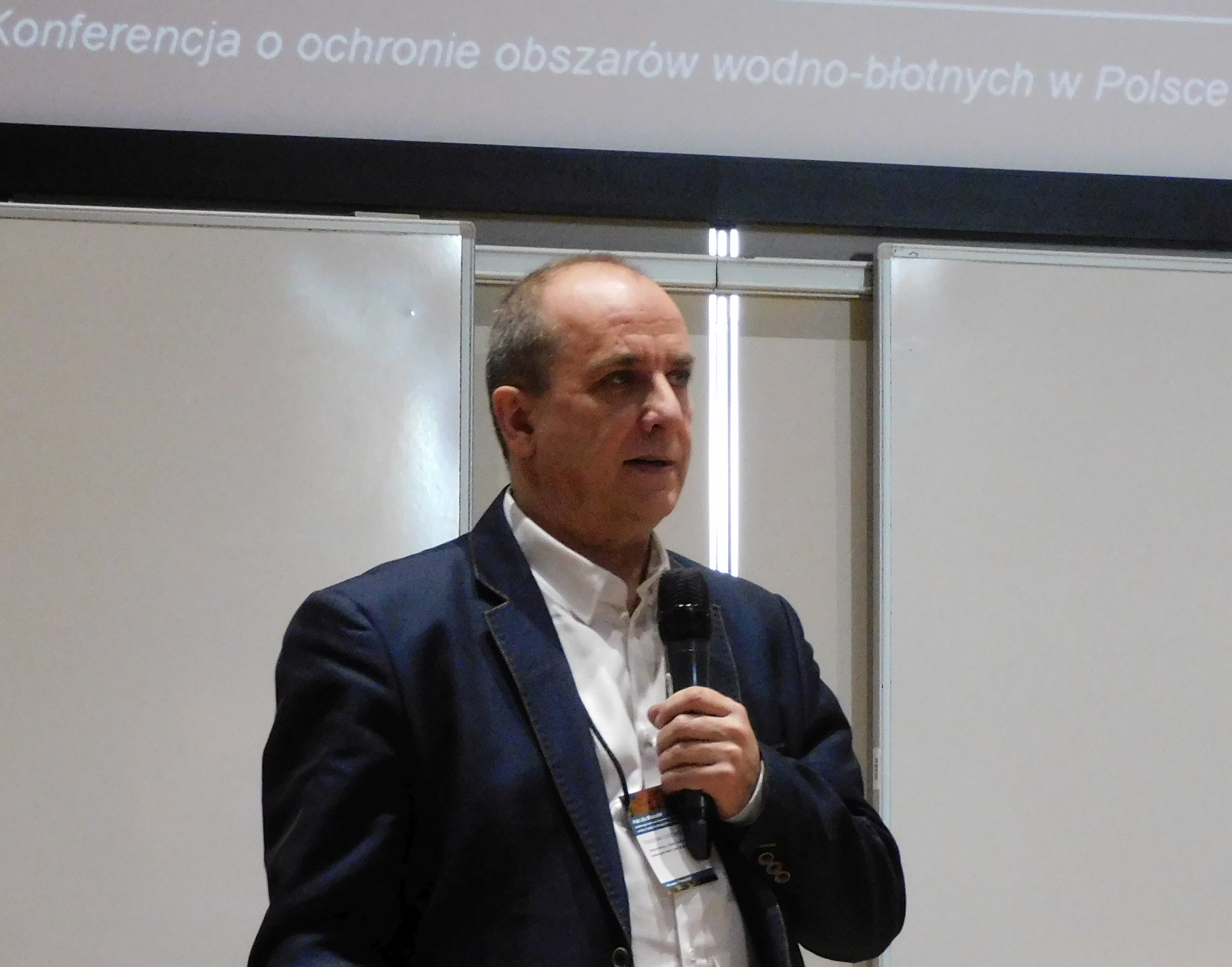
Radosław Dobrowolski, 2023

Radosław Henryk Dobrowolski (* 10. Oktober 1964) ist ein polnischer Geowissenschaftler und Rektor der Maria-Curie-Skłodowska-Universität in Lublin.

## Leben
Radosław Dobrowolski studierte Geografie an der Maria-Curie-Skłodowska-Universität und schloss sein Studium 1988 mit einem Magister ab. Er verblieb an der Hochschule, zuerst als wissenschaftlicher Assistent, ab 1997 als Adjunkt.
1996 promovierte, 2007 habilitierte Dobrowolski, beides an der Curie-Universität. 2011 wurde er zum außerordentlichen Professor ernannt und wurde im selben Jahr (bis 2016) Dekan der geowissenschaftlichen Fakultät. 2016 wurde er zum Prorektor für Lehre und internationale Zusammenarbeit. Zwei Jahre darauf wurde Radosław Dobrowolski zum ordentlichen Professor ernannt. 2020 konnte er sich mit 99 zu 95 Stimmen gegen Robert Litwiński bei der Wahl zum Rektor der Maria-Curie-Skłodowska-Universität durchsetzen. Er ist für eine 4-jährige Amtszeit gewählt.

## Wissenschaftliche Arbeit
Radosław Dobrowolski beschäftigt sich mit der Geomorphologie und Strukturgeologie zwischen Lublin und Wolhynien und der Rolle der Gletscher und Periglazialprozessen bei deren Formung.
Weitere Forschungsschwerpunkte sind die Rekonstruktion der spätglazialen und holozänen Umweltbedingungen mit besonderem Schwerpunkt auf der Entstehung und Entwicklung der See- und Torfmoor-Geosysteme von Polesien sowie Umweltbedingungen prähistorischer, mittelalterlicher und moderner Besiedlung im Gebiet Südostpolens.